# 8550 Hesiodos
8550 Hesiodos eller 1994 PV24 är en asteroid i huvudbältet som upptäcktes den 12 augusti 1994 av den belgiske astronomen Eric W. Elst vid La Silla-observatoriet. Den är uppkallad efter den grekiske skalden Hesiodos.
Asteroiden har en diameter på ungefär 25 kilometer och den tillhör asteroidgruppen Hilda.